# Polar Trappers
Polar Trappers (рус. «Полярные охотники») — анимационный эпизод про Дональда Дака, созданный Уолтом Диснеем в 1938 году.

## Сюжет
Эпизод начинается с того, что Гуфи несёт огромную клетку с ведром рыбы внутри и табличкой «Ловушка для моржа».
В это время, Дональд находится в иглу и готовит рагу с фасолью. Ненароком, он замечает в окне пингвиниху и хочет её убить и съесть. Он решает замаскироваться в пингвина, надев чёрный костюм который находился в сундуке. Дональд пытается подойти к пингвинихе, чтобы заманить её на свой убийственный танец, но та боится и пятится назад. Тогда, он предлагает ей рыбу "Фишанни". Та сразу соглашается. Дональд мнит её к столику, чтобы было удобнее рубить мясо. В итоге, пингвиниха успевает скользнуть с рыбой, не получив ни царапинки.
Гуфи кладет в клетку рыбу и не замечает, как морж, вылезший из проруби, крадёт его ведро с рыбой. Он хочет поймать его с помощью лассо, а потом маскируется в моржа. Он заходит туда же, куда и морж- в пещеру и издаёт громкие звуки для приманки, из-за чего сосульки начинают шататься и падать на Гуфи. Он бросает иголку на пол, из-за чего огромная сосулька упала на него, продолбив дыру под его ногами. В итоге, сосулька примерзает к его ягодицам. Гуфи хочет тихо и аккуратно пройти до входа с пещеры, но нечаянно чихает и оказывается под дождём из сосулек.
Дональд обнаруживает сородичей пингвинихи, которых очень много. Он достаёт из кармана флейту и издаёт красивую мелодию, маня полчища пингвинов за собой. Но ему мешает маленький пингвинёнок, постоянно идущий перед ним. Он завлекает его своей мелодией, от чего пингвинёнок идёт другой стороной, но снова приходит сзади Дональда. Дональд спотыкается об него, после чего все пингвины топчутся по нему. Дональд встаёт и выпинывает пингвинёнка восвояси. а сам продолжает идти с другими на «званый ужин». Пингвинёнок заплакал, от чего его слезинка превратилась в ледышку, катящуюся вниз, постоянно набирая за собой снег. Таким образом, получился огромный снежок, который катится на Дональда и пингвинов. Пингвины успевают спрятаться, а Дональд бегает от огромного кома, подцепив с собой Гуфи. Они отрываются, но врезаются в ледышку, из-за чего, огромный снежок ловит их и они попадают в клетку, как добыча(Дональд своими гневными выходками когда попался в клетку, на его рот упало банка с фасолью).

## Интересный факт
Это первый эпизод, в котором Гуфи и Дональд участвуют без Микки Мауса.